# 아르헨티나 그랑프리

아르헨티나 그랑프리(영어: Argentine Grand Prix, 스페인어: Gran Premio de Argentina)는 아르헨티나의 F1 경주이다.